# Joseph Franz von Würtzburg
Joseph Franz Freiherr von Würtzburg (* 17. Oktober 1784 in Würzburg; † 18. Januar 1865 ebenda) war ein deutscher Gutsbesitzer und Landtagsabgeordneter. 

## Familiäre Zusammenhänge
Joseph Franz entstammt dem 1922 ausgestorbenen fränkischen Adelsgeschlecht Würtzburg.

## Leben und Wirken
Er war Gutsbesitzer in Oberfranken und Mittelfranken und von 1822 bis zu seinem Tod Mitglied in der Kammer der Reichsräte.  
Er war mit Caroline Thekla Maria Sophie Charlotte von Würtzburg verheiratet und hatte folgende Kinder:   
- Franziska von Würtzburg
- Karl Philipp Veit von Würtzburg
- Philipp Hartmann Veit von Würtzburg
- Maria Theresia Walburga von Würtzburg
- Maria von Würtzburg
- Ludwig Anton Veit von Würtzburg
- Henriette Walburga Josepha von Würtzburg
- Franzisca Theresia von Boineburg